# Liste des batailles de Belgique
| Bataille                                                                                    | Date de début | Date de fin | Protagonistes                                                       | Protagonistes | Conflit                                     |
| Bataille de Steps                                                                           | 1213-10-13    |             | Coalition Liège                                                     | Coalition Brabant | Guerre de Succession du Moha                |
| Bataille de Worringen                                                                       | 1288-06-05    |             | Princes de la maison de Limbourg                                    | Jean Ier, Duché de Brabant | Guerre de Succession du Limbourg            |
| Bataille de Furnes                                                                          | 1297-08-20    |             | France                                                              | Flandres | Guerre de Flandre                           |
| Bataille de Courtrai (1302)                                                                 | 1303-07-11    |             | Miliciens flamands Duché de Brabant Comté de Namur                  | Ost royal de France | Guerre de Flandre                           |
| Bataille de Zierikzee                                                                       | 1304-08-10    | 1304-08-11  | Flottes franco-hollando-génoise                                     | Flottes flamandes | -                                           |
| Bataille de Mons-en-Pévèle                                                                  | 1304-08-18    |             | Comté de Flandre                                                    | Royaume de France (Ost royal) | Guerre de Flandre                           |
| Bataille de Scheut                                                                          | 1356-08-17    |             | Ville de Bruxelles                                                  | Comté de Flandre | Guerre de succession du Duché de Brabant    |
| Bataille de Roosebeke                                                                       | 1382-11-27    |             | Royaume de France Duché de Bourgogne                                | Comté de Flandre | Guerre de Cent Ans                          |
| Bataille d'Othée                                                                            | 1408-09-23    |             | Bourguignons                                                        | Liégeois | -                                           |
| Bataille de Gavere                                                                          | 1453-07-23    |             | Duché de Bourgogne                                                  | Milices gantoises | -                                           |
| Bataille de Brustem                                                                         | 1467-10-28    |             | Duché de Bourgogne                                                  | Cité de Liège | Guerres de Liège                            |
| Bataille de Jodoigne                                                                        | 1568-10-16    |             | Monarchie espagnole                                                 | Provinces-Unies | Guerre de Quatre-Vingts Ans                 |
| Bataille de Turnhout                                                                        | 1597-01-24    |             | Monarchie espagnole                                                 | Provinces-Unies | Guerre de Quatre-Vingts Ans                 |
| Bataille de Nieuport                                                                        | 1600-07-02    |             | Monarchie espagnole                                                 | Provinces-Unies | Guerre de Quatre-Vingts Ans                 |
| Bataille de Saint-Denis (Mons)                                                              | 1678-08-14    | 1678-08-15  | Royaume de France                                                   | Provinces-Unies Monarchie espagnole | Guerre de Hollande                          |
| Siège de Namur (1692)                                                                       | 1692-05-25    | 1692-06-30  | Royaume de France                                                   | Monarchie espagnole Saint-Empire Provinces-Unies                                                                                               | Guerre de la Ligue d'Augsbourg              |
| Bataille de Steinkerque                                                                     | 1692-08-03    |             | Royaume de France                                                   | Royaume d'Angleterre Provinces-Unies Danemark                                                                                                  | Guerre de la Ligue d'Augsbourg              |
| Bataille de Ramillies                                                                       | 1706-05-23    |             | Royaume de France Bavière                                           | Royaume d'Angleterre Provinces-Unies Saint-Empire Danemark                                                                                     | Guerre de Succession d'Espagne              |
| Bataille d'Audenarde                                                                        | 1708-07-11    |             | Royaume de France                                                   | Royaume d'Angleterre Provinces-Unies Saint-Empire                                                                                              | Guerre de Succession d'Espagne              |
| Bataille de Malplaquet                                                                      | 1709-09-11    |             | Royaume de France                                                   | Royaume d'Angleterre Provinces-Unies Saint-Empire                                                                                              | Guerre de Succession d'Espagne              |
| Bataille de Fontenoy                                                                        | 1745-05-11    |             | Royaume de France                                                   | Royaume de Grande-Bretagne Provinces-Unies Électorat de Brunswick-Lunebourg Archiduché d'Autriche                                              | Guerre de Succession d'Autriche             |
| Bataille de Rocourt                                                                         | 1746-10-11    |             | Royaume de France                                                   | Royaume de Grande-Bretagne Provinces-Unies Électorat de Brunswick-Lunebourg Archiduché d'Autriche                                              | Guerre de Succession d'Autriche             |
| Bataille de Lauffeld                                                                        | 1747-07-02    |             | Royaume de France                                                   | Royaume de Grande-Bretagne Provinces-Unies Électorat de Brunswick-Lunebourg                                                                    | Guerre de Succession d'Autriche             |
| Bataille de Turnhout                                                                        | 1789-10-24    |             | États belgiques unis                                                | Archiduché d'Autriche | Révolution brabançonne                      |
| Bataille de Falmagne                                                                        | 1790-09-22    |             | États belgiques unis                                                | Archiduché d'Autriche | Révolution brabançonne                      |
| Bataille de Jemappes                                                                        | 1792-11-06    |             | République française                                                | Archiduché d'Autriche | Première Coalition                          |
| Siège de Namur (1792)                                                                       | 1792-11-19    | 1792-12-01  | République française, armée des Ardennes                            | Archiduché d'Autriche | Guerres de la Révolution française          |
| Bataille de Neerwinden (1793)                                                               | 1793-03-18    |             | République française                                                | Archiduché d'Autriche | Première Coalition                          |
| Bataille de Fleurus (1794)                                                                  | 1794-06-26    |             | République française                                                | Royaume de Grande-Bretagne Provinces-Unies Électorat de Brunswick-Lunebourg Saint-Empire                                                       | Première Coalition                          |
| Bataille de Sprimont                                                                        | 1794-09-18    |             | République française                                                | Archiduché d'Autriche | Première Coalition                          |
| Bataille de Hasselt (1798)                                                                  | 1798-12-05    |             | République française                                                | Paysans belges révoltés | Guerre des Paysans (1798)                   |
| Bataille de Ligny                                                                           | 1815-06-16    |             | Empire français                                                     | Royaume de Prusse | Campagne des Cent-Jours Septième Coalition  |
| Bataille des Quatre-Bras                                                                    | 1815-06-16    |             | Empire français                                                     | Royaume-Uni de Grande-Bretagne et d'Irlande Pays-Bas de 1815 Royaume de Hanovre Nassau                                                         | Campagne des Cent-Jours Septième Coalition  |
| Bataille de Waterloo                                                                        | 1815-06-18    |             | Empire français                                                     | Royaume-Uni de Grande-Bretagne et d'Irlande Pays-Bas de 1815 Modèle:Royaume de Hanovre (1814-1937) Nassau Duché de Brunswick Royaume de Prusse | Campagne des Cent-Jours Septième Coalition  |
| Bataille de Wavre                                                                           | 1815-06-18    | 1815-06-19  | Empire français                                                     | Royaume de Prusse | Campagne des Cent-Jours Septième Coalition  |
| Bataille de Hasselt (1831)                                                                  | 1831-08-08    |             | Belgique                                                            | Pays-Bas | Révolution belge, Campagne des Dix-Jours    |
| Bataille de Boutersem                                                                       | 1831-08-11    |             | Belgique                                                            | Pays-Bas | Révolution belge, Campagne des Dix-Jours    |
| Bataille de Louvain                                                                         | 1831-08-12    |             | Belgique                                                            | Pays-Bas | Révolution belge, Campagne des Dix-Jours    |
| Siège de la citadelle d'Anvers                                                              | 1832-11-15    | 1832-11-23  | France                                                              | Pays-Bas | Révolution belge, Campagne des Dix-Jours    |
| Bataille de Belgique (1914)                                                                 | 1914-08-01    | 1914-10-10  | Belgique                                                            | Empire allemand | Première Guerre mondiale                    |
| Bataille de Liège                                                                           | 1914-08-05    | 1914-08-16  | Belgique                                                            | Empire allemand | Première Guerre mondiale                    |
| Bataille des Frontières                                                                     | 1914-08-10    | 1914-08-28  | France Royaume-Uni                                                  | Empire allemand | Première Guerre mondiale                    |
| Bataille de Mons                                                                            | 1914-08-23    |             | Royaume-Uni                                                         | Empire allemand | Première Guerre mondiale                    |
| Bataille et victoire de Haelen, dite aussi bataille de la Gette, sur les troupes allemandes | 1914-08-12    |             | Belgique                                                            | Empire allemand | Première Guerre mondiale                    |
| Siège de la place forte d'Anvers                                                            | 1914-09-28    | 1914-10-10  | Belgique                                                            | Empire allemand | Première Guerre mondiale                    |
| Course à la mer                                                                             | 1914-09-12    | 1914-12-15  | France Royaume-Uni Belgique                                         | Empire allemand | Première Guerre mondiale                    |
| Bataille de Messines (1914)                                                                 | 1914-10-12    | 1914-11-02  | Royaume-Uni                                                         | Empire allemand | Première Guerre mondiale                    |
| Front de l'Yser                                                                             | 1914-10-16    | 1918        | Belgique France                                                     | Empire allemand | Première Guerre mondiale                    |
| Bataille de l'Yser                                                                          | 1914-10-17    | 1914-10-31  | Belgique France                                                     | empire allemand | Première Guerre mondiale                    |
| Bataille et victoire de Tabora sur l'armée allemande d'Afrique orientale (1916)             |               | 1916-09-16  | Belgique                                                            | Empire allemand | Première Guerre mondiale                    |
| Bataille de Messines (1917)                                                                 | 1917-06-07    | 1917-06-07  | 2e armée britannique                                                | Empire allemand | Première Guerre mondiale                    |
| Bataille de Passchendaele                                                                   | 1917-07-41    | 1917-11-06  | Australie Canada Nouvelle-Zélande Afrique du Sud Royaume-Uni France | Empire allemand | Première Guerre mondiale                    |
| Bataille de la Lys (1918)                                                                   | 1918-04-09    | 1917-04-29  | Royaume-Uni Portugal                                                | Empire allemand | Première Guerre mondiale                    |
| Bataille de la Lys (1940)                                                                   | 1940-05-23    | 1940-05-28  | Belgique                                                            | Allemagne | Seconde Guerre mondiale, Bataille de France |
| Batailles et victoires de Bortaï et de Saïo sur les troupes italiennes d'Abyssinie (1941)   |               | 1941-07-03  | Belgique                                                            | royaume d'Italie | Seconde Guerre mondiale                     |
| Bataille des Ardennes                                                                       | 1944-12-16    | 1945-01-30  | États-Unis Royaume-Uni Canada                                       | Allemagne | Seconde Guerre mondiale                     |